# Tilt (Federica Abbate)
Tilt è un singolo della cantautrice italiana Federica Abbate, pubblicato il 18 aprile 2025.

## Descrizione
Il brano, un inno alla libertà interiore scritto dalla stessa cantautrice con Alex Andrea Vella, in arte Raige, è prodotto da Nicola Lazzarin, in arte Cripo.

## Video musicale
Il visual video è stato pubblicato in concomitanza all'uscita del brano attraverso il canale YouTube della cantautrice.

## Tracce
Testi di Federica Abbate e Alex Andrea Vella, musiche di Nicola Lazzarin.
1. Tilt – 2:25